# پاشربه
پاشربه (به لهستانی:  Pasierby) یک روستا در لهستان است که در گمینا پنپووو واقع شده‌است.